# Route nationale 43 (Madagaskar)
Die Route nationale 43 (RN 43) ist eine 133 km lange asphaltierte Nationalstraße in den Provinzen Itasy und Vakinankaratra im Zentrum von Madagaskar südwestlich der Hauptstadt Antananarivo. Sie zweigt in Analavory von der RN 1 ab und führt in südöstlicher Richtung über Ampefy, Soavinandriana und Ambohibary nach Sambaina an die RN 7. 